# Frederic Conant
Frederic Warren „Ted“ Conant (* 8. Februar 1892 in Santa Barbara; † 24. März 1974 in Los Angeles) war ein US-amerikanischer Segler.

## Erfolge
Frederic Conant, der für den Los Angeles Yacht Club segelte, gewann 1932 in Los Angeles bei den Olympischen Spielen in der 6-Meter-Klasse die Silbermedaille. Er war Crewmitglied des von Skipper Robert Carlson angeführten Bootes Gallant, das alle sechs Wettfahrten auf dem zweiten Platz beendete und damit hinter dem schwedischen Boot Bissbi und vor dem kanadischen Boot Caprice Zweiter wurde. Die Schweden schlossen alle Wettfahrten auf Rang eins ab, die Kanadier wurden jeweils Dritter. Mangels Erfolgsaussichten nahmen die Kanadier an den letzten beiden der insgesamt sechs Wettfahrten nicht mehr teil. Neben Conant gehörten Temple Ashbrook, Donald Douglas und Charles Smith zur Crew der Gallant.
Conant arbeitete zeit seines Lebens beim Flugzeughersteller Douglas Aircraft Company, bei dem er bis zum Senior Vice President und Vice Chairman aufstieg. Zu Beginn und während des Zweiten Weltkriegs war er für die nahezu sofortige Neuausrichtung des Unternehmens auf Rüstungsindustrie verantwortlich, in deren Folge Douglas ca. 30.000 Militärflugzeuge herstellte.